# Gripsholmi kő
A gripsholmi kő (besorolása Sö 179) egyike a híres Ingvar-rúnaköveknek (vagy más néven Serkland-köveknek). A svédországi gripsholmi vár behajtójánál áll, több más 11. századi kő társaságában. Korábban azonban nem itt állt, viszont azt, hogy hol állították fel eredetileg, nem tudni.
A követ az 1820-as években találta meg Wallin, a vár gondnoka, amikor a keleti torony pincéjének küszöbét alakították ki. Az ajtó mindkét oldala alatt helyezkedett el és kátrány borította, ami azt jelenti, hogy másra is használták, építőanyagként, mielőtt ide került volna. Mintegy száz évbe telt, hogy a követ elhozzák a várból és olvashatóvá tegyék. Vésete szerint Haraldr emlékére emelték, aki Ingvar fivére volt, és úgy hiszik, a Kaszpi-tenger térségében hunyt el.

## Felirata
Latin átírás:
× tula : lit : raisa : stain : þinsa| |at : sun : sin : haralt : bruþur : inkuars :
þaiR furu : trikila : fiari : at : kuli : auk : a:ustarla| |ar:ni : kafu :
tuu : sunar:la : a sirk:lan:ti
Óészaki átírás:
Tola let ræisa stæin þennsa at sun sinn Harald, broður Ingvars.
ÞæiR foru drængila fiarri at gulli ok austarla ærni gafu,
dou sunnarla a Særklandi.
Magyar fordítás:
Tóla emelte ezt a követ fia, Haraldrnak, Ingvar fivérének az emlékére.
Bátran utaztak messze el aranyért, és keleten (étket) adtak a sasnak.
(Ők) délen haltak meg, Szaracénföldön.

## Története

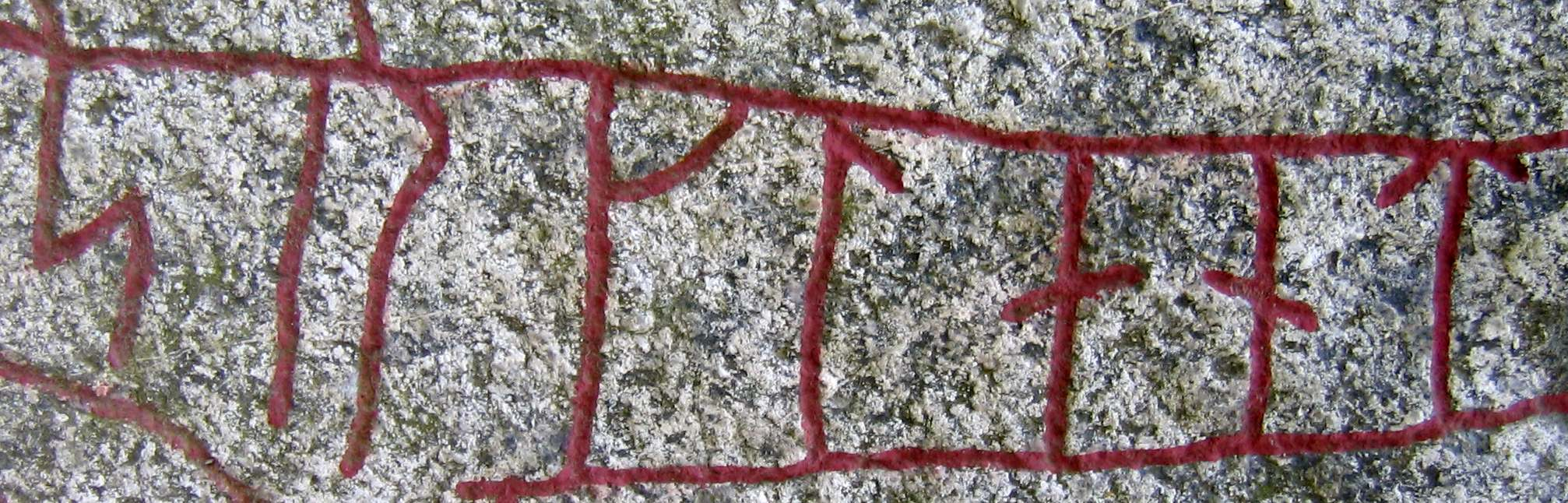
Egy másik utalás Szirklandra, rúnaírással, a tillingei templomban Svédországban.

### Elméletek
Sokan nem értik, hogy miért Haraldr emlékére emelték a követ, és nem Ingvar emlékére. A leginkább elfogadott nézet az, hogy Tóla csak Haraldr anyja volt, Ingvar nem tőle született, hanem Haraldrnak csak féltestvére volt. Az is lehetséges természetesen, hogy eredetileg két kő volt, az egyik Haraldr emlékére, a másik Ingvar emlékére, ám az utóbbi eltűnt (vagy még nem került elő). Egy harmadik elmélet arra vonatkozik, hogy a testvér kifejezés csak bajtársi értelemben értendő, ahogy az egy másik kövön (Hällestad, Skåne tartomány) is látható volt. Egy további elmélet (Braun) összekötötte ezt a követ másik hárommal (U 513, U 540, Sz 279), amiből arra a következtetésre jutott viszont, hogy Ingvar Emund svéd király fia volt.

## Fordítás
- Ez a szócikk részben vagy egészben  az   Ingvar Runestones című angol Wikipédia-szócikk ezen változatának fordításán alapul.  Az eredeti cikk szerkesztőit annak laptörténete sorolja fel. Ez a jelzés csupán a megfogalmazás eredetét és a szerzői jogokat jelzi, nem szolgál a cikkben szereplő információk forrásmegjelöléseként.